# غران بيمونتي 2015
غران بيمونتي 2015 (بالإنجليزية: 2015 Gran Piemonte)‏ هو سباق دراجات هوائية أقيم بتاريخ أكتوبر 2، تكون السباق من 1 مراحل وامتدّ لمسافة 185 كم.

## وصلات خارجية
- غران بيمونتي 2015 على موقع إحصائيات الدراجات الإحترافية (الإنجليزية)